# 竹田市立緑ヶ丘中学校
竹田市立緑ヶ丘中学校（たけたしりつ みどりがおかちゅうがっこう）は、大分県竹田市にある公立中学校。

## 沿革
- 1947年（昭和22年）4月14日 - 荻村立荻中学校設立（6学級）・柏原村立柏原中学校設立（3学級）
- 1952年（昭和27年）4月7日 -  柏原村・荻村学校組合立緑ヶ丘中学校開設
- 1955年（昭和30年）4月1日 - 荻村柏原村の市町村合併に伴い、荻町立緑ヶ丘中学校に改称。
- 1968年（昭和43年）1月25日 - 体育館完成
- 1971年（昭和46年）1月26日 - 校旗制定
- 1971年（昭和46年）8月9日 - プール改修工事完成、人生門完成
- 1979年（昭和54年）1月31日 - 新校舎落成式（2億8000万円）
- 1988年（昭和63年）11月25日 - 大分県中学校駅伝競走大会優勝
- 1988年（昭和63年）11月28日 - 大分県中学校駅伝競走大会優勝
- 1988年（昭和63年）12月26日 - 第9回九州中学校駅伝競走大会優勝（沖縄）
- 1998年（平成10年）3月31日 - 新校門完成
- 2001年（平成13年）11月16日 - 第14回大分県中学校女子駅伝大会6位入賞
- 2002年（平成14年）11月15日 - 第15回大分県中学校女子駅伝大会5位入賞
- 2005年（平成17年）4月1日 - 直入郡荻町の市町村合併に伴い、竹田市立緑ヶ丘中学校に改称。
- 2006年（平成18年）11月4日 - アイディアロボットコンテスト大分大会優勝
- 2006年（平成18年）12月3日 - アイディアロボットコンテスト九州大会出場（大分市）
- 2007年（平成19年）11月11日 - 創造アイデアロボットコンテスト大分県大会1位・2位・3位
- 2007年（平成19年）12月2日 -　創造アイデアロボットコンテスト九州大会出場（福岡県篠栗町）
- 2007年（平成19年）12月7日 -　大分県中学校弁論大会大分合同新聞社賞受賞
- 2012年（平成24年）12月8日 -　緑ヶ丘中学校60周年記念式典

## 通学区域
- 竹田市[1]
  - 馬場、桑木、木下、政所、藤渡、新藤、南河内、高城、恵良原、馬背野、陽目、大平、仏面、叶野、高練木、柏原、宮平、田代、瓜作、北原、西福寺、鴫田

## 進学前小学校
- 竹田市立荻小学校[1]

## 周辺
- 旧竹田市荻支所（旧・荻町役場）
- 大分県農業協同組合豊肥事業部荻支店
- 社会福祉法人竹田市社会福祉協議会荻保育園
- 竹田市荻支所
- 竹田市立荻小学校
- 荻郵便局
- 水土里ネットおぎかしわばる

## アクセス
- JR九州豊肥本線 豊後荻駅から北へ300m